# 型抜き
型抜き（かたぬき、英: die cutting, shearing）とは、枠や型紙などを用いて、形を抜き取ること。また、それに用いる道具のこと。
道具全体は「型抜き」と呼ぶが、その道具の中でも枠（型）だけは「抜き型（ぬきがた）」や「抜き枠」などと呼ぶことが一般的。クッキーや野菜を型抜きする調理器具は抜き型とも呼称する。

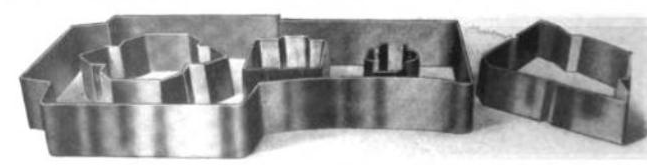
金属製の抜き枠
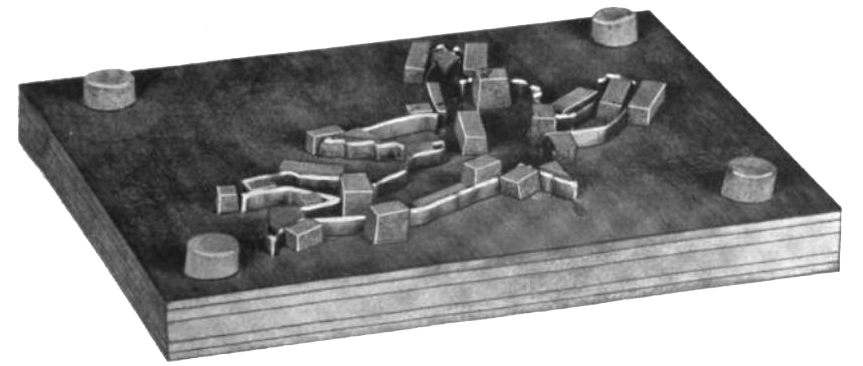
金属製の型
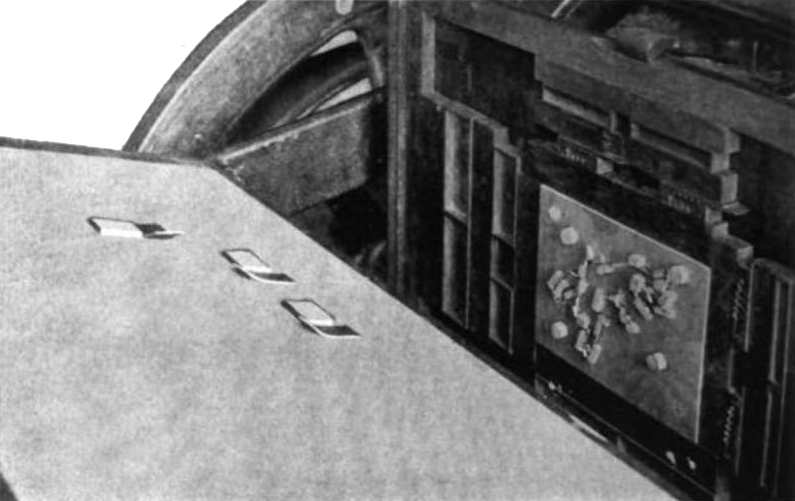
抜きの作業
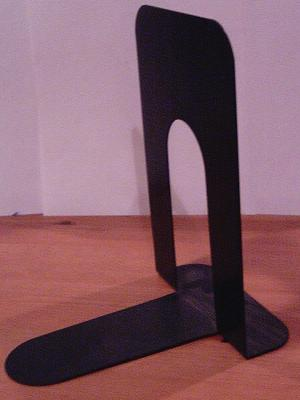
金属板を型抜きした後、折り曲げて作られたブックエンド。